# Вишенчук Ігор Михайлович

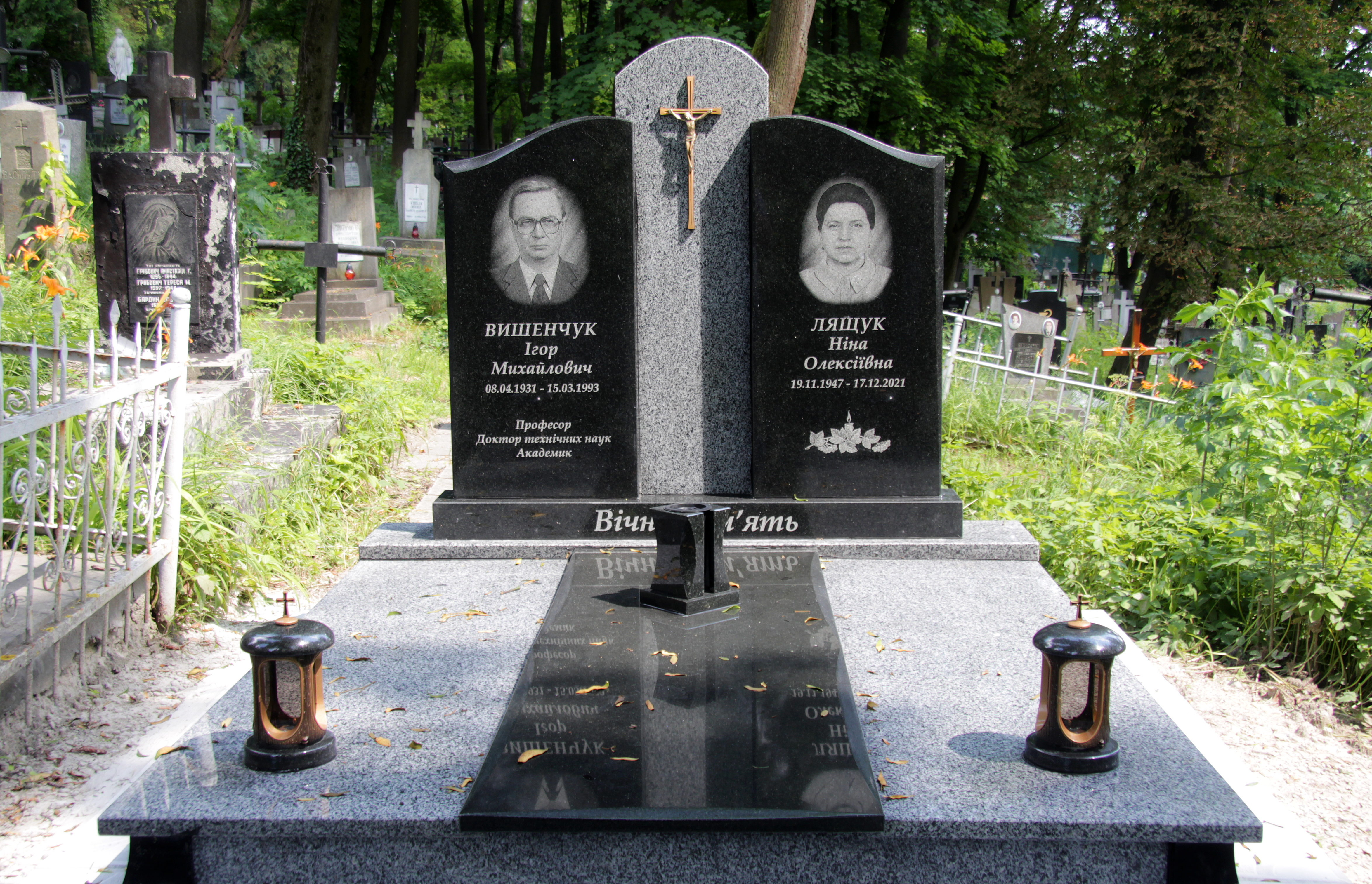

Ігор Михайлович Вишенчук (нар. 8 квітня 1931, Сизрань, Середньоволзький край — пом. 15 березня 1993) — радянський учений, фахівець у галузі приладів інформаційних систем. Доктор технічних наук (1983), професор (1985), завідувач кафедри ЕОМ Львівського політехнічного інституту. Заслужений діяч науки і техніки України (1992).

## Життєпис
Росіянин за національністю. Після закінчення середньої школи впродовж 1948—1953 років навчався в Львівському політехнічному інституті, закінчивши з відзнакою спеціальність «Радіотехніка». Ще студентом 1952 року почав працювати в експериментальній лабораторії № 1 ЛПІ. За його участю створено низку вимірювальних приладів, частину з яких впроваджено у виробництво (фазометр Ф2-1, частотомір ЧЗ-12, вольтметри В7-8, Вк7-10, Вк2-20). Під час розроблення фазометра запропонував новий спосіб вимірювання фази. Ця проблема стала основою для кандидатської дисертації, яку він захистив 1962 року.
У 1963/64 навчальному році проходив стажування в Англії на кафедрі електроніки Манчестерського університету за спеціальністю «Обчислювальна техніка».
З 1965 р. — старший викладач, з 1966 р. — доцент кафедри «Математично-лічильні розв'язувальні прилади та пристрої» (з 1970 назва — «Електронні обчислювальні машини», ЕОМ). 1982 р. захистив докторську дисертацію, а 1985 р. йому присвоєно вчене звання професора. З 1984 р. — завідувач кафедри ЕОМ. 1992 року став першим деканом факультету комп'ютерної техніки та інформаційних технологій.
І. М. Вишенчук успішно поєднував викладацьку, наукову та наукову-організаційну діяльність. Його наукові досягнення тісно пов'язані з становленням та розвитком науково-дослідного і проектно-конструкторського інституту електронної вимірювальної та обчислювальної техніки (НДКІ ЕЛВІТ). Керував кількома лабораторіями інституту, а в 1986 р. — став його науковим керівником.
Зробив суттєвий внесок у розробку теорії вимірювання інтегральних характеристик сигналів на основі методу вагових функцій і методів синтезу структур з гранично досяжними співвідношеннями між точністю, завадозахищеністю та швидкодією.
Учень академіка К. Карандеєва та професора В. Швецького, Ігор Вишенчук опублікував понад 150 наукових праць, серед яких 5 монографій. Мав 35 авторських свідоцтв на винаходи.
Під його керівництвом 12 здобувачів захистило кандидатські, а два — докторські дисертації.
1992 р. І. Вишенчук обраний дійсним членом Академії інженерних наук України.
1970 та 1985 року відзначений Державними преміями Української РСР в галузі науки і техніки, а 1975 та 1984 — державними нагородами.
Похований на 80 полі Личаківського цвинтаря у Львові.

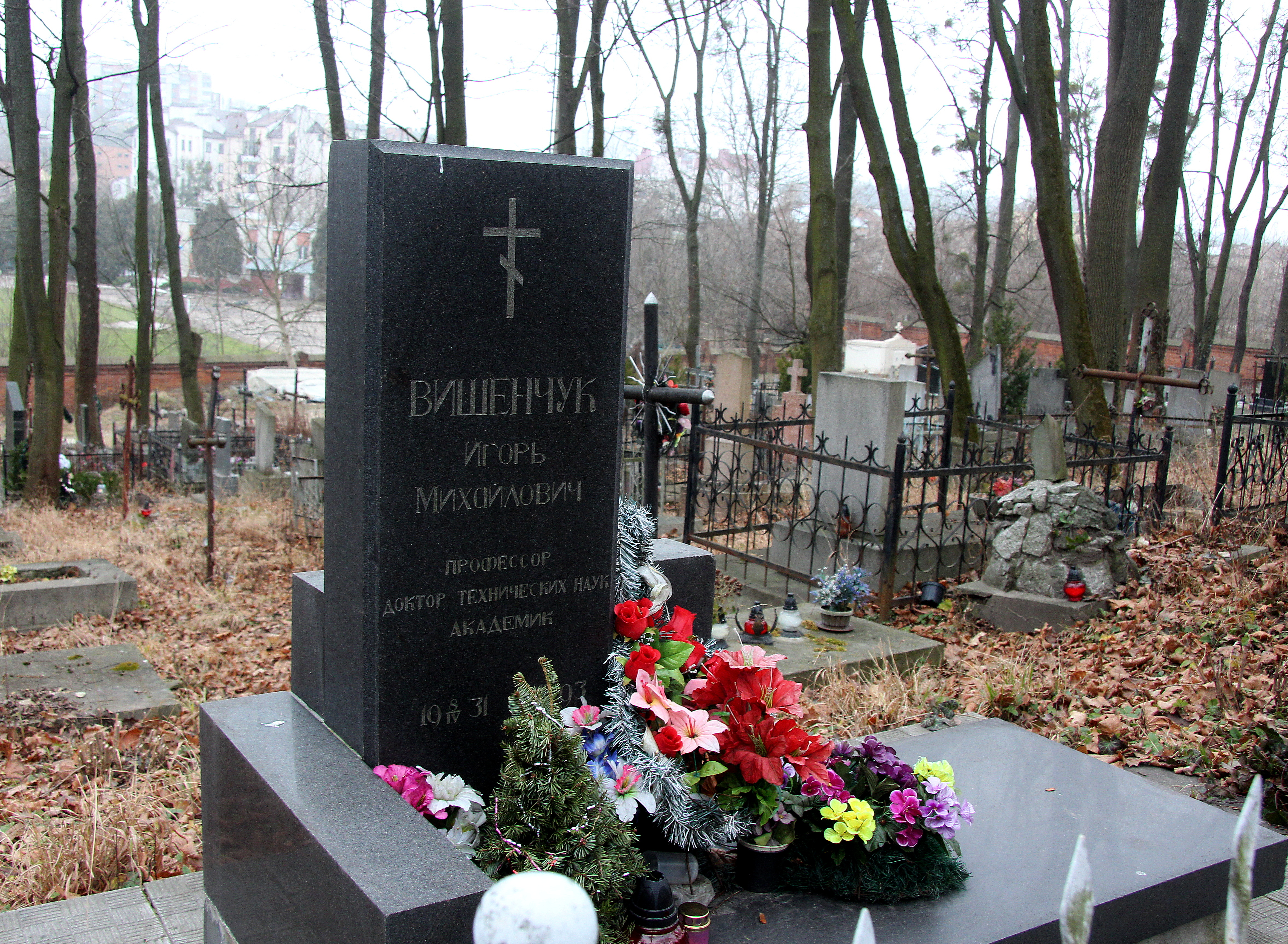